# Daniel Bellinger
Daniel George Bellinger (Las Vegas, Nevada, 22 de septiembre de 2000) más conocido como Daniel Bellinger, es un jugador profesional estadounidense de fútbol americano, se desempeña en la posición de tight end en New York Giants, en la National Football League (NFL).

## Carrera
Fue seleccionado en la cuarta ronda en la Reunión Anual de Selección de Jugadores de la NFL de 2022. Hizo su debut profesional con el equipo New York Giants, donde lleva jugando dos temporadas.